# Lijst van slagschepen
Deze lijst bevat pantserschepen en slagschepen sinds 1859, gesorteerd op alfabet. In de lijst staan ook de slagkruisers, omdat die grotendeels dezelfde eigenschappen hebben en ook wel slagschepen genoemd worden.

## A
- Abyssinia (Verenigd Koninkrijk, 1870): uniek
- Affondatore (Italië, 1865): uniek
- Africa (Verenigd Koninkrijk, 1904): King Edward VII-klasse
- Agamemnon (Verenigd Koninkrijk, 1879): Ajax-klasse
- Agamemnon (Verenigd Koninkrijk, 1906): Lord Nelson-klasse
- Agincourt (Verenigd Koninkrijk, 1914), veroverde Turkse Sultan Osman I
- Ajax (Verenigd Koninkrijk, 1880): Ajax-klasse
- Ajax (Verenigd Koninkrijk, 1912): King George V-klasse
- Aki (Japan, 1905): Satsuma-klasse
- Alabama (Verenigde Staten, 1900 tot 1920): Illinois-klasse
- Alabama (Verenigde Staten, 1942): South Dakota-klasse
- Albemarle (Verenigd Koninkrijk, 1901): Duncan-klasse
- Albion (Verenigd Koninkrijk, 1898): Canopus-klasse
- Alexandra (Verenigd Koninkrijk, 1877): uniek
- Alexandria (Verenigd Koninkrijk, 1875): uniek
- Alfonso XIII (Spanje 1912): España-klasse
- Almirante Latorre (Chili, 1920); voorheen HMS Canada
- Amiral Baudin (Frankrijk, 1885): Amiral Baudin-klasse
- Amiral Duperre (Frankrijk, 1879): uniek
- Ammiraglio di Saint Bon (Italië, 1897): Emanuele Filiberto-klasse
- Ancona (Italië, 1864): Regina Maria Pia-klasse
- Andrea Doria (Italië, 1885): Ruggiero di Lauria-klasse
- Andrea Doria (Italië, 1913): Andrea Doria-klasse
- Anson (Verenigd Koninkrijk, 1886): Admiral-klasse
- Anson (Verenigd Koninkrijk, 1940): King George V-class
- Arpad (Oostenrijk-Hongarije, 1901): Habsburg-klasse
- Arizona (Verenigde Staten, 1916): Pennsylvania-class
- Arkansas (Verenigde Staten, 1912): Wyoming-klasse
- Asahi (Japan, 1896): uniek
- Audacious (Verenigd Koninkrijk, 1869): Audacious-klasse
- Audacious (Verenigd Koninkrijk, 1912): King George V-klasse
- Australia (Australia, 1911): Indefatigable-klasse

## B
- Babenburg (Oostenrijk-Hongarije, 1902): Habsburg-klasse
- Baden (Duitsland, 1916): Bayern-klasse
- Barfleur (Verenigd Koninkrijk, 1892): Centurion-klasse
- Barham (Verenigd Koninkrijk, 1915): Queen Elizabeth-klasse slagschip
- Bayern (Duitsland, 1916): Bayern-klasse
- Béarn (Frankrijk, 1920): Normandie-klasse
- Belleisle (Verenigd Koninkrijk, 1876), veroverde Turkse Peki-Shereef
- Bellerophon (Verenigd Koninkrijk, 1908): Bellerophon-klasse
- Benbow (Verenigd Koninkrijk, 1885): Admiral-klasse
- Benbow (Verenigd Koninkrijk, 1914): Iron Duke-klasse
- Benedetto Brin (Italië, 1901): Regina Margherita-klasse
- Boordhi-Zaffer (Turkije, 1879): Belleisle-klasse, veroverd als HMS Orion
- Borodino (Rusland, 1901): Borodino-klasse
- Bouvet (Frankrijk, 1896): uniek
- Brandenburg (Duitsland, 1893): Brandenburg-klasse
- Braunschweig (Duitsland, 1904): Braunschweig-klasse
- Brennius (Frankrijk, 1891): uniek
- Bretagne (Frankrijk, 1913): Bretagne-klasse
- Britannia (Verenigd Koninkrijk, 1904): King Edward VII-klasse
- Budapest (Oostenrijk-Hongarije, 1896): Monarch-klasse
- Bulwark (Verenigd Koninkrijk, 1899): Formidable-klasse
- Bismarck (Duitsland, 140): Biscmarck-Klasse

## C
- Caïman (Frankrijk, 1885): Terrible-klasse
- California (Verenigde Staten, 1915): Tennessee-klasse
- Camperdown (Verenigd Koninkrijk, 1885): Admiral-klasse
- Canada (Verenigd Koninkrijk, 1915), veroverde Chileense Almirante Latorre
- Canopus (Verenigd Koninkrijk, 1897): Canopus-klasse
- Captain (Verenigd Koninkrijk, 1869): uniek
- Carnot (Frankrijk, 1890s): uniek
- Castelfidardo (Italië, 1863): Regina Maria Pia-klasse
- Centurion (Verenigd Koninkrijk, 1892): Centurion-klasse
- Centurion (Verenigd Koninkrijk, 1912): King George V-klasse
- Cerberus (Verenigd Koninkrijk/Victoria, 1868): Cerberus-klasse
- Charlemagne (Frankrijk, 1895): Charlemagne-klasse
- Charles Martel (Frankrijk, 1893): uniek
- Ciao Duilio (Italië, 1913): Andrea Doria-klasse
- Clémenceau (Frankrijk, 1943): Richelieu-klasse, niet afgebouwd
- Colbert (Frankrijk, 1875): Colbert-klasse
- Collingwood (Verenigd Koninkrijk, 1882): Admiral-klasse
- Collingwood (Verenigd Koninkrijk, 1910): St. Vincent-klasse
- Colorado (Verenigde Staten, 1921): Colorado-klasse
- Colossus (Verenigd Koninkrijk, 1882): Colossus-klasse
- Colossus (Verenigd Koninkrijk, 1910): Colossus-klasse
- Commonwealth (Verenigd Koninkrijk, 1903): King Edward VII-klasse
- Condorcet (Frankrijk, 1909): Danton-klasse
- Connecticut (Verenigde Staten, 1906): Connecticut-klasse
- Conqueror (Verenigd Koninkrijk, 1912): Orion-klasse
- Conte di Cavour (Italië, 1911): Conte di Cavour-klasse
- Conte Verde (Italië, 1867): Principe di Carignano-klasse
- Cornwallis (Verenigd Koninkrijk, 1901): Duncan-klasse
- Courbet (Frankrijk, 1882): Courbet-klasse pre-dreadnought
- Courbet (Frankrijk, 1911): Courbet-klasse dreadnought
- La Couronne (Frankrijk, 1861): uniek
- Cristoforo Colombo (Italië, 1920): Francesco Caracciolo-klasse, nooit afgebouwd

## D
- Dandolo (Italië, 1878): Duilio-klasse
- Dante Alighieri (Italië, 1910): uniek
- Danton (Frankrijk, 1909): Danton-klasse
- Derfflinger (Duitsland, 1914): Derfflinger-klasse)
- De Ruyter (Nederland, 1902): Koningin Regentes-klasse
- De Zeven Provinciën (Nederland, 1910): uniek
- Delaware (Verenigde Staten, 1910): Delaware-klasse
- Démocratie (Frankrijk, 1904): Liberté-klasse
- Deutschland (Duitsland, 1906): Deutschland-klasse
- Dévastation (Frankrijk, 1879): Courbet-klasse
- Devastation (Verenigd Koninkrijk, 1871): Devastation-klasse
- Diderot (Frankrijk, 1909): Danton-klasse
- Dominion (Verenigd Koninkrijk, 1903): King Edward VII-klasse
- Dreadnought (Verenigd Koninkrijk, 1875 tot 1905): uniek
- Dreadnought (Verenigd Koninkrijk, 1906 tot 1923): uniek
- Duilio (Italië, 1876): Duilio-klasse
- Duquesne (Frankrijk, 1910s): Lyon-klasse afgeblazen project
- Duncan (Verenigd Koninkrijk, 1901): Duncan-klasse
- Dunkerque (Frankrijk, 1935): Dunkerque-klasse

## E
- Edinburgh (Verenigd Koninkrijk, 1882): Colossus-klasse
- Elsaß (Duitsland, 1904): Braunschweig-klasse
- Emanuele Filiberto (Italië, 1897): Emanuele Filiberto-klasse
- Emperor of India (Verenigd Koninkrijk, 1914): Iron Duke-klasse
- Empress of India (Verenigd Koninkrijk, 1891): Royal Sovereignklasse
- Erin (Verenigd Koninkrijk, 1914), veroverde Turkse Resadiye
- Erzherzog Ferdinand Max (Oostenrijk-Hongarije, 1905): Erzherzog Karl-klasse
- Erzherzog Franz Ferdinand (Oostenrijk-Hongarije, 1908): Radetzky-klasse
- Erzherzog Friedrich (Oostenrijk-Hongarije, 1904): Erzherzog Karl-klasse
- Erzherzog Karl (Oostenrijk-Hongarije, 1903): Erzherzog Karl-klasse
- España (Spanje 1912): España-klasse
- Evertsen (Nederland, 1896): Evertsen-klasse
- Exmouth (Verenigd Koninkrijk, 1901): Duncan-klasse

## F
- Flandre (Frankrijk, 1864): Provence-klasse
- Flandre (Frankrijk, 1914): Normandie-klasse
- Florida (Verenigde Staten, 1911): Florida-klasse
- Formidabile (Italië, 1861): Terribile-klasse
- Formidable (Frankrijk, 1885): Amiral Baudin-klasse
- Formidable (Verenigd Koninkrijk, 1898): Formidable-klasse
- France (Frankrijk, 1912): Courbet-klasse dreadnought
- Francesco Caracciolo (Italië, 1920): Francesco Caracciolo-klasse, nooit afgebouwd
- Francesco Morosini (Italië, 1885): Ruggiero di Lauria-klasse
- Francesco Morosini (Italië, 1920): Francesco Caracciolo-klasse, nooit afgebouwd
- Friedland (Frankrijk, 1873): uniek
- Friedrich der Große (Duitsland, 1911): Kaiser-klasse
- Fuji (Japan, 1896): Fuji-klasse
- Fürst Bismarck (Duitsland):Mackensen-klasse, nooit afgebouwd
- Fuso (Japan, 1914): Fuso-klasse

## G
- Gascogne (Frankrijk, 1940s): Richelieu-klasse, nooit afgebouwd
- Gascoigne (Frankrijk, 1914): Normandie-klasse
- Gauloise (Frankrijk, 1865): Provence-klasse
- Gauloise (Frankrijk, 1896): Charlemagne-klasse
- Georgia (Verenigde Staten, 1902): Virginia-klasse
- Giulio Cesare (Italië, 1911): Conte di Cavour-klasse
- Glatton (Verenigd Koninkrijk, 1871): uniek
- Glory (Verenigd Koninkrijk, 1899): Canopus-klasse
- Goeben (Duitsland, 1912): Moltke-klasse
- Goliath (Verenigd Koninkrijk, 1898): Canopus-klasse
- Gorm (Denmark, 1870): uniek
- Graf Spee (Duitsland): Mackensen-klasse, nooit afgebouwd
- Großer Kurfürst (Duitsland, 1914): König-klasse
- Guyenne (Frankrijk, 1865): Provence-klasse

## H
- Habsburg (Oostenrijk-Hongarije, 1900): Habsburg-klasse
- Hamidieh (Turkije, 1875): Superb-klasse, veroverd door Verenigd Koninkrijk als HMS Superb
- Hannover (Duitsland, 1906): Deutschland-klasse
- Haruna (Japan, 1915): Kongo-klasse
- Hatsuse (Japan, 1899): Fuji-klasse
- Hector (Verenigd Koninkrijk, 1862): Hector-klasse
- Helgoland (Denmark, 1878): uniek
- Helgoland (Duitsland, 1911): Helgoland-klasse
- Henri (Frankrijk, 1899): uniek
- Hercules (Verenigd Koninkrijk, 1910): Colossus-klasse
- Herluf Trolle (Denmark, 1899): Herluf Trolle-klasse
- Hero (Verenigd Koninkrijk, 1885): Conqueror-klasse
- Héroine (Frankrijk, 1863): Provence-klasse
- Hertog Hendrik (Nederland, 1904): Koningin Regentes-klasse
- Hessen (Duitsland, 1904): Braunschweig-klasse
- Hibernia (Verenigd Koninkrijk, 1905): King Edward VII-klasse
- Hindenburg (Duitsland, 1917): Derfflinger-klasse
- Hindustan (Verenigd Koninkrijk, 1903): King Edward VII-klasse
- Hizen (Japan, 1905), veroverde Russische Retvizan
- Hoche (Frankrijk, 1886): uniek
- Hood (Verenigd Koninkrijk, 1893): Aangepaste Royal Sovereignklasse
- Hood (Verenigd Koninkrijk, 1920): Admiral-klasse
- Hotspur (Verenigd Koninkrijk, 1870): uniek
- Howe (Verenigd Koninkrijk, 1885): Admiral-klasse
- Howe (Verenigd Koninkrijk, 1940): King George V-klasse
- Hyuga (Japan, 1917): Ise-klasse

## I
- Idaho (Verenigde Staten, 1908): Mississippi-klasse
- Idaho (Verenigde Staten, 1917): New Mexico-klasse
- Iéna (Frankrijk, 1898): uniek
- Iki (Japan, 1905), veroverde Russische Imperator Nikolai I
- Illinois (Verenigde Staten, 1901): Illinois-klasse
- Impero (Italië, 1939): Littorio-klasse, nooit voltooid
- Implacable (Verenigd Koninkrijk, 1899): Formidable-klasse
- Indefatigable (Verenigd Koninkrijk, 1911): Indefatigable-klasse
- Indiana (Verenigde Staten, 1895 tot 1919): Indiana-klasse
- Indiana (Verenigde Staten, 1942): South Dakota-klasse
- Indomitable (Verenigd Koninkrijk, 1908): Invincible-klasse
- Indomptable (Frankrijk, 1883): Terrible-klasse
- Inflexible (Verenigd Koninkrijk, 1908): Invincible-klasse
- Invincible (Frankrijk, 1861): Gloire-klasse
- Invincible (Verenigd Koninkrijk, 1907): Invincible-klasse
- Iowa (Verenigde Staten, 1897): uniek
- Iowa (Verenigde Staten, 1943): Iowa-klasse
- Iron Duke (Verenigd Koninkrijk, 1914): Iron Duke-klasse
- Irresistible (Verenigd Koninkrijk, 1899): Formidable-klasse
- Ise (Japan, 1916): Ise-klasse
- Italia (Italië, 1880): Italia-klasse
- Iver Hvitfeldt (Denemarken, 1886): uniek
- Iwami (Japan, 1905), veroverde Russische Orel

## J
- Jacob Van Heemskerck (Nederland, 1906): uniek
- Jaime I (Spanje, 1919):España-klasse
- Jaureguiberry (Frankrijk, 1893): uniek
- Jean Bart (Frankrijk, 1911): Courbet-klasse dreadnought
- Jean Bart (Frankrijk, 1940): Richelieu-klasse
- Justice (Frankrijk, 1904): Liberté-klasse

## K
- Kaga (Japan, 1921): Tosa-klasse, afgebouwd als vliegdekschip
- Kaiser (Duitsland, 1911): Kaiser-klasse
- Kaiser Barbarossa (Duitsland, 1898): Kaiser Friedrich III-klasse
- Kaiser Franz Joseph I. (Oostenrijk-Hongarije, 1889)
- Kaiser Friedrich III (Duitsland, 1898): Kaiser Friedrich III-klasse
- Kaiser Karl der Große (Duitsland, 1898): Kaiser Friedrich III-klasse
- Kaiser Wilhelm II (Duitsland, 1898): Kaiser Friedrich III-klasse
- Kaiser Wilhelm der Große (Duitsland, 1898): Kaiser Friedrich III-klasse
- Kaiserin (Duitsland, 1911): Kaiser-klasse
- Kansas (Verenigde Staten, 1906): Connecticut-klasse
- Kashima (Japan, 1905): Katori-klasse
- Katori (Japan, 1905): Katori-klasse
- Kawachi (Japan, 1904): Kawachi-klasse
- Kearsarge (Verenigde Staten, 1900): Kearsarge-klasse
- Kentucky (Verenigde Staten, 1900): Kearsarge-klasse
- Kii (Japan, 1920s): Kii-klasse, nooit afgebouwd
- King Edward VII (Verenigd Koninkrijk, 1903): King Edward VII-klasse
- King George V (Verenigd Koninkrijk, 1911): King George V-klasse (1911)
- King George V (Verenigd Koninkrijk, 1939): King George V-klasse (1939)
- König (Duitsland, 1914): König-klasse
- König Albert (Duitsland, 1911): Kaiser-klasse
- Koning der Nederlanden (Nederland, 1874): uniek
- Koningin Regentes (Nederland, 1900): Koningin Regentes-klasse
- Kortenaer (Nederland, 1895): Evertsen-klasse
- Kronprinz Wilhelm (Duitsland, 1914): König-klasse
- Kurfürst Friedrich Wilhelm (Duitsland, 1893): Brandenburg-klasse

## L
- La Gloire (Frankrijk, 1859): Gloire-klasse
- Languedoc (Frankrijk, 1914): Normandie-klasse
- Leonardo da Vinci (Italië, 1911): Conte di Cavour-klasse
- Lepanto (Italië, 1883): Italia-klasse
- Liberté (Frankrijk, 190): Liberté-klasse
- Lille (Frankrijk, 1910s): Lyon-klasse cancelled project
- Lindormen (Denmark, 1868): uniek
- Lion (Verenigd Koninkrijk, 1910): Lion-klasse
- Littorio (Italië, 1937): Littorio-klasse
- London (Verenigd Koninkrijk, 1899): Formidable-klasse
- Lorraine (Frankrijk, 1913): Bretagne-klasse
- Lothringen (Duitsland, 1904): Braunschweig-klasse
- Louisiana (Verenigde Staten, 1906): Connecticut-klasse
- Lützow (Duitsland, 1915): Derfflinger-klasse
- Lyon (Frankrijk, 1910s): Lyon-klasse afgeblaze project

## M
- Mackensen (Duitsland): Mackensen-klasse, niet voltooid
- Magdala (Verenigd Koninkrijk/India, 1870): Cerberus-klasse
- Magenta (Frankrijk, 1861): Magenta-klasse
- Magenta (Frankrijk, 189): Marceau-klasse
- Magnanime (Frankrijk, 1864): Provence-klasse
- Maine (Verenigde Staten, 1895 tot 1898): uniek
- Maine (Verenigde Staten, 1902 tot 1920): Maine-klasse
- Malaya (Verenigd Koninkrijk, 1915): Queen Elizabeth-klasse slagschip
- Marcantonio Colonna (Italië, 1920): Francesco Caracciolo-klasse, nooit afgebouwd
- Marceau (Frankrijk, 1887): Marceau-klasse
- Marengo (Frankrijk, 1869): Océan-klasse
- Markgraf (Duitsland, 1914): König-klasse
- Marlborough (Verenigd Koninkrijk, 1914): Iron Duke-klasse
- Marechal Deodoro (Brazilië, 1897): Marechal Deodoro-klasse
- Marechal Floriano (Brazilië, 1899): Marechal Deodoro-klasse
- Maarten Harpertszoon Tromp (Nederland, 1904): uniek
- Maryland (Verenigde Staten, 1921): Colorado-klasse
- Massachusetts (Verenigde Staten, 1896 tot 1919): Indiana-klasse
- Massachusetts (Verenigde Staten, 1942): South Dakota-klasse
- Massena (Frankrijk, 1895): uniek
- Mecklenberg (Duitsland, 1902): Wittelsbach-klasse
- Messina (Italië, 1864): Principe di Carignano-klasse
- Messudieh (Turkije, 1875): Superb-klasse
- Michigan (Verenigde Staten, 1908): South Carolina-klasse
- Mikasa (Japan, 1900): uniek
- Minas Gerais (Brazilië, 1910): Minas Gerais-klasse
- Minnesota (Verenigde Staten, 1906): Connecticut-klasse
- Mirabeau (Frankrijk, 1909): Danton-klasse
- Mishima (Japan, 1905), veroverde Russische Admiraal Senyavin
- Mississippi (Verenigde Staten, 1908): Mississippi-klasse
- Mississippi (Verenigde Staten, 1917) New Mexico-klasse
- Missouri (Verenigde Staten, 1901 tot 1919): Maine-klasse
- Missouri (Verenigde Staten, 1944): Iowa-klasse
- Moltke (Duitsland, 1911) Moltke-klasse
- Monarch (Oostenrijk-Hongarije, 1895): Monarch-klasse
- Monarch (Verenigd Koninkrijk, 1868): uniek
- Monarch (Verenigd Koninkrijk, 1912): Orion-klasse
- Montagu (Verenigd Koninkrijk, 1901): Duncan-klasse
- Musashi (Japan, 1940): Yamato-klasse
- Mutsu (Japan, 1920): Nagato-klasse

## N
- Nagato (Japan, 1919): Nagato-klasse
- Napoli (Italië, 1905): Vittorio Emanuele-klasse
- Nassau (Duitsland, 1908): Nassau-klasse
- Nebraska (Verenigde Staten, 1902): Virginia-klasse
- Neptune (Frankrijk, 1887): Marceau-klasse
- Neptune (Verenigd Koninkrijk, 1911)
- Nevada (Verenigde Staten, 1914): Nevada-klasse
- New Jersey (Verenigde Staten, 1902): Virginia-klasse
- New Jersey (Verenigde Staten, 1943): Iowa-klasse
- New Mexico (Verenigde Staten, 1917): New Mexico-klasse
- New York (Verenigde Staten, 1914): New York-klasse
- New Zealand (Verenigd Koninkrijk, 1903): King Edward VII-klasse
- New Zealand (Verenigd Koninkrijk, 1911): Indefatigable-klasse
- Niels Juel (Denemarken, 1915): uniek
- Nile (Verenigd Koninkrijk, 1888): Trafalgar-klasse
- Normandie (Frankrijk, 1860): Gloire-klasse
- Normandie (Frankrijk, 1914): Normandie-klasse
- North Carolina (Verenigde Staten, 1941): North Carolina-klasse
- North Dakota (Verenigde Staten, 1910): Delaware-klasse
- Novorossiysk (Sovjet-Unie, 1945); voormalige Italiaanse RN Giulio Cesare

## O
- Océan (Frankrijk, 1868): Océan-klasse
- Océan (Frankrijk, 1936): Herbenaming van Courbet-klasse Jean Bart
- Ocean (Verenigd Koninkrijk, 1898): Canopus-klasse
- Odin (Denemarken, 1872): uniek
- Offenpest (Oostenrijk-Hongarije, 1896): Tweede naam voor SMS Budapest
- Ohio (Verenigde Staten, 1904 tot 1922): Maine-klasse
- Okinoshima (Japan, 1905); voormalige Russische Generaal-Admiraal Graf Apraxin
- Oklahoma (Verenigde Staten, 1914): Nevada-klasse
- Oldenburg (Duitsland, 1911): Helgoland-klasse
- Olfert Fischer (Denmark, 1903): Herluf Trolle-klasse
- Oregon (Verenigde Staten, 1896 tot 1919): Indiana-klasse
- Orion (Verenigd Koninkrijk, 1872), veroverde Turkse Boordhi-Zaffer
- Orion (Verenigd Koninkrijk, 1912): Orion-klasse
- Ostfriesland (Duitsland, 1911): Helgoland-klasse
- Owari (Japan, 1920s): Kii-klasse, nooit afgebouwd

## P
- Palestro (Italië, 1871): Principe Amadeo-klasse
- Paris (Frankrijk, 1912): Courbet-klasse dreadnought
- Patrie (Frankrijk, 1903): République-klasse
- Peder Skram (Denmark, 1908): Herluf Trolle-klasse
- Peki-Shereef (Turkije, 1876): Belleisle-klasse, veroverd door het Verenigd Koninkrijk als HMS Belleisle
- Pelayo (Spanje, 1887): uniek
- Pennsylvania (Verenigde Staten, 1915): Pennsylvania-klasse
- Piet Hein (Nederland, 1896): Evertsen-klasse
- Pommern (Duitsland, 1906): Deutschland-klasse
- Posen (Duitsland, 1908): Nassau-klasse
- Preußen (Duitsland, 1904): Braunschweig-klasse
- Prince George (Verenigd Koninkrijk, 1895-1914), Majestic-klasse
- Prince of Wales (Verenigd Koninkrijk, 1902): Formidable-klasse
- Prince of Wales (Verenigd Koninkrijk, 1941): King George V-klasse
- Princess Royal (Verenigd Koninkrijk, 1910): Lion-klasse
- Principe Amadeo (Italië, 1872): Principe Amadeo-klasse
- Principe di Carignano (Italië, 1863): Principe di Carignano-klasse
- Prinz Eitel Friedrich (Duitsland): Mackensen-klasse, nooit afgebouwd
- Prinz Eugen (Oostenrijk-Hongarije, 1913): Tegetthoff-klasse
- Prinzregent Luitpold (Duitsland, 1911): Kaiser-klasse
- Provence (Frankrijk, 1863): Provence-klasse
- Provence (Frankrijk, 1913): Bretagne-klasse

## Q
- Queen (Verenigd Koninkrijk, 1902): Formidable-klasse
- Queen Elizabeth (Verenigd Koninkrijk, 1913): Queen Elizabeth-klasse slagschip
- Queen Mary (Verenigd Koninkrijk, 1910): Lion-klasse

## R
- Radetzky (Oostenrijk-Hongarije, 1908): Radetzky-klasse
- Ramillies (Verenigd Koninkrijk, 1892): Royal Sovereignklasse
- Ramillies (Verenigd Koninkrijk, 1916): Revenge-klasse
- Re d'Italia (Italië, 1863): Re d'Italia-klasse
- Re di Portogallo (Italië, 1863): Re d'Italia-klasse
- Re Umberto (Italië, 1888): Re Umberto-klasse
- Redoutable (Frankrijk, 1876 tot 1910): uniek
- Regina Elena (Italië, 1904): Vittorio Emanuele-klasse
- Regina Margherita (Italië, 1901): Regina Margherita-klasse
- Regina Maria Pia (Italië, 1863): Regina Maria Pia-klasse
- Renown (Verenigd Koninkrijk, 1895): Centurion-klasse
- Renown (Verenigd Koninkrijk, 1916): Renown-klasse
- République (Frankrijk, 1902): République-klasse
- Repulse (Verenigd Koninkrijk, 1892): Royal Sovereignklasse
- Repulse (Verenigd Koninkrijk, 1916): Renown-klasse
- Requin (Frankrijk, 1885): Terrible-klasse
- Resolution (Verenigd Koninkrijk, 1892): Royal Sovereignklasse
- Resolution (Verenigd Koninkrijk, 1915): Revenge-klasse
- Revance (Frankrijk, 1865): Provence-klasse
- Revenge (Verenigd Koninkrijk, 1892): Royal Sovereignklasse
- Revenge (Verenigd Koninkrijk, 1915): Revenge-klasse
- Rheinland (Duitsland, 1908): Nassau-klasse
- Rhode Island (Verenigde Staten, 1902): Virginia-klasse
- Richelieu (Frankrijk, 1873): uniek
- Richelieu (Frankrijk, 1939): Richelieu-klasse
- Rodney (Verenigd Koninkrijk, 1884): Admiral-klasse
- Rodney (29) (Verenigd Koninkrijk, 1925): Nelson-klasse
- Roma (Italië, 1865): Roma-klasse
- Roma (Italië, 1909): Vittorio Emanuele-klasse
- Roma (Italië, 1940): Littorio-klasse
- Royal Oak (Verenigd Koninkrijk, 1892): Royal Sovereignklasse
- Royal Oak (Verenigd Koninkrijk, 1914): Revenge-klasse
- Royal Sovereign (Verenigd Koninkrijk, 1891): Royal Sovereignklasse
- Royal Sovereign (Verenigd Koninkrijk, 1915): Revenge-klasse
- Ruggiero di Lauria (Italië, 1884): Ruggiero di Lauria-klasse
- Russell (Verenigd Koninkrijk, 1901): Duncan-klasse

## S
- Sachsen (Duitsland, 1916): Bayern-klasse, niet voltooid
- Sagami (Japan, 1905); voormalig Russische Peresviet
- Salamis (Griekenland 1914), gebouwd in Duitsland, nooit voltooid
- San Martino (Italië, 1863): Regina Maria Pia-klasse
- Sans Pareil (Verenigd Koninkrijk, 1887): Victoria-klasse
- São Paulo (Brazilië, 1910): Minas Gerais-klasse
- Sardegna (Italië, 1890): Re Umberto-klasse
- Satsuma (Japan, 1904): Satsuma-klasse
- Savoie (Frankrijk, 1863): Provence-klasse
- Schlesien (Duitsland, 1906): Deutschland-klasse
- Schleswig-Holstein (Duitsland, 1906): Deutschland-klasse
- Schwaben (Duitsland, 1902): Wittelsbach-klasse
- Settsu (Japan, 1905): Kawachi-klasse
- Seydlitz (Duitsland, 1913): uniek
- Shikishima (Japan, 1898): Shikishima slagschip
- Shinano (Japan, 1940): Yamato-klasse, afgebouwd als vliegdekschip
- Sicilia (Italië, 1891): Re Umberto-klasse
- Skjold (Denemarken, 1896): uniek
- Solferino (Frankrijk, 1861): Magenta-klasse
- South Carolina (Verenigde Staten, 1908): South Carolina-klasse
- South Dakota (Verenigde Staten, 1920): naamgever van de South Dakotaklasse (1920), niet voltooid
- South Dakota (Verenigde Staten, 1942): South Dakota-klasse
- St. Louis (Frankrijk, 1896): Charlemagne-klasse
- St. Vincent (Verenigd Koninkrijk, 1910): St. Vincent-klasse
- Strasbourg (Frankrijk, 1936): Dunkerque-klasse
- Suffren (Frankrijk, 1870): Océan-klasse
- Suffren (Frankrijk, 1899): uniek
- Superb (Verenigd Koninkrijk, 1875), veroverde Turkse Hamidieh
- Superb (Verenigd Koninkrijk, 1908): Bellerophon-klasse
- Sultan (Verenigd Koninkrijk, 1870): uniek
- Surveillante (Frankrijk, 1864): Provence-klasse
- Suwo (Japan, 1905); voormalige Russische Pobieda
- Swiftsure (Verenigd Koninkrijk, 1870): Swiftsure-klasse
- Szent István (Oostenrijk-Hongarije, 1915 tot 1918): Tegetthoff-klasse

## T
- Tango (Japan, 1905); voormalige Russische Poltava
- Tegetthoff (Oostenrijk-Hongarije, 1914 tot 1919): Tegetthoff-klasse
- Temeraire (Verenigd Koninkrijk, 1876): uniek
- Temeraire (Verenigd Koninkrijk, 1907): Bellerophon-klasse
- Tennessee (Verenigde Staten, 1919): Tennessee-klasse
- Terribile (Italië, 1861): Terribile-klasse
- Terrible (Frankrijk, 1881): Terrible-klasse
- Texas (Verenigde Staten, 1895)
- Texas (Verenigde Staten, 1914): New York-klasse
- Thunderer (Verenigd Koninkrijk, 1871): Devastation-klasse
- Thunderer (Verenigd Koninkrijk, 1912): Orion-klasse
- Thüringen (Duitsland, 1911): Helgoland-klasse
- Tirpitz (Duitsland, 1941): Bismarck-klasse
- Tosa (Japan, 1921): Tosa-klasse, niet voltooid
- Tourville (Frankrijk, 1910s): Lyon-klasse cancelled project
- Trafalgar (Verenigd Koninkrijk, 1887 tot 1911): Trafalgar-klasse
- Trident (Frankrijk, 1876): Colbert-klasse
- Triumph (Verenigd Koninkrijk, 1870): Swiftsure-klasse

## U
- Utah (Verenigde Staten, 1911): Florida-klasse

## V
- Valeureuse (Frankrijk, 1864): Provence-klasse
- Valiant (Verenigd Koninkrijk, 1863): Hector-klasse
- Valiant (Verenigd Koninkrijk, 1914): Queen Elizabeth-klasse slagschip
- Vanguard (Verenigd Koninkrijk, 1910): St. Vincent-klasse
- Vanguard (Verenigd Koninkrijk, 1946): uniek
- Venerable (Verenigd Koninkrijk, 1899): Formidable-klasse
- Vengeance (Verenigd Koninkrijk, 1899): Canopus-klasse
- Venezia (Italië, 1869): Roma-klasse
- Vérité (Frankrijk, 190): Liberté-klasse
- Vermont (Verenigde Staten, 1906): Connecticut-klasse
- Victoria (Verenigd Koninkrijk, 1887): Victoria-klasse
- Virginia (Verenigde Staten, 1902): Virginia-klasse
- Virgniaud (Frankrijk, 1910): Danton-klasse
- Viribus Unitis (Oostenrijk-Hongarije, 1912 tot 1918): Tegetthoff-klasse
- Vittorio Emanuele (Italië, 1904): Vittorio Emanuele-klasse
- Vittorio Veneto (Italië, 193): Littorio-klasse
- Voltaire (Frankrijk, 1909): Danton-klasse
- Von der Tann (Duitsland, 1911): uniek

## W
- Warspite (Verenigd Koninkrijk, 1913)L Queen Elizabeth-klasse slagschip
- Washington (Verenigde Staten, 1921): Colorado-klasse, niet voltooid
- Washington (Verenigde Staten, 1941): North Carolina-klasse
- Weißenburg (Duitsland, 1893): Brandenburg-klasse
- West Virginia (Verenigde Staten, 1921): Colorado-klasse
- Westfallen (Duitsland, 1908): Nassau-klasse
- Wettin (Duitsland, 1900): Wittelsbach-klasse
- Wien (Oostenrijk-Hongarije, 1895): Monarch-klasse
- Wisconsin (Verenigde Staten, 1901 tot 1920): Illinois-klasse
- Wisconsin (Verenigde Staten, 1943): Iowa-klasse
- Wittelsbach (Duitsland, 1902): Wittelsbach-klasse
- Wörth (Duitsland, 1893): Brandenburg-klasse
- Württemberg (Duitsland, 1916): Bayern-klasse, niet voltooid
- Wyoming (Verenigde Staten, 1912): Wyoming-klasse

## Y
- Yamashiro (Japan, 1915): Fuso-klasse
- Yamato (Japan, 1940): Yamato-klasse
- Yashima (Japan, 1896): Fuji-klasse

## Z
- Zähringen (Duitsland, 1902): Wittelsbach-klasse
- Zrinyi (Oostenrijk-Hongarije, 1908): Radetzky-klasse